# Suikertaks
Een suikertaks of belasting op suikerhoudende dranken is een toeslag op dranken of andere voedingswaren die suiker bevatten. Een suikertaks wordt ingezet door overheden om de consumptie van gezoete dranken te verminderen, wegens de mogelijke nadelige gevolgen op de gezondheid van mensen.
Dranken die vaak onder de belasting vallen zijn: frisdranken, sportdranken en energiedranken.
Onder meer in Nederland zijn er verschillende politieke discussies geweest over de invoering van een suikertaks.

## België
In 2015 voerde de toenmalige minister van Volksgezondheid Maggie De Block de suikertaks in via de verhoging van de accijnzen op frisdranken.

## Frankrijk
De geschatte stijging van de prijzen voor de invoering van een suikertaks was volgens de Franse krant La Tribune 35%. De suikertaks leidde in Frankrijk uiteindelijk tot een stijging van 25% voor geproduceerde huismerken.

## Thailand
In Thailand is er een suikertaks actief sinds 2017. Producten worden ingedeeld op zes suikergehalteniveaus gemeten op 100 milliliter inhoud:
- Onder 6 gram
- 8 tot 10 gram
- 10 tot 14 gram
- 14 tot 18 gram
- Meer dan 18 gram

Indien een drank minder dan 6 gram suiker bevat, wordt het vrijgesteld van de suikertaks. Bij een hogere suikergehalte moet er een hogere suikertaks betaald worden. Bij meer dan 18 gram suiker (de hoogste categorie) wordt er een suikerbelasting van 5 baht per liter geheven.